# Azerbaiyán iraní
Azerbaiyán iraní o Azerbaiyán meridional (en azerí: Cənubi Azərbaycan Āzerbāyjān [ɑːzæɾbɑjˈdʒɑn]; en persa: آذربایجان‎ Āzarbāijān [ɒːzæɾbɒːjˈdʒɒːn]) es una región histórica del territorio nacional de los azeríes bajo soberanía de Irán, localizada al noroeste de la república islámica. Originalmente esta zona se llamaba Āturpātākān y a lo largo de la historia este nombre se ha convertido en Azerbaiyán. Los historiadores creen que esta región era el lugar de nacimiento del Zoroastro y por tanto del zoroastrismo, el templo de fuego de Azar Goshnasp está en esta zona, en el sitio arqueológico de Tajt-e Suleiman. 

## División administrativa
Está formado por tres provincias:
- Azerbaiyán Occidental
- Azerbaiyán Oriental
- Ardebil

Tiene una extensión de 100.081 km² y una población de 5.990.000 habitantes en 1989, pero además ocupa un área de alrededor de 10.000 km² y aproximadamente 1.500.000 habitantes repartidos en las provincias de Hamadán, Arak, Saveh, Jorasán del Norte y Teherán.
La capital es Tabriz, y otras ciudades importantes son Urmía y Ardabil.

## Gobierno
Aunque tiene sus propios dirigentes musulmanes nacionales (ayatolás), oficialmente disfruta de una autonomía regional “tribal”, pero sin poder efectivo, y cualquier manifestación nacionalista es severamente reprimida por las autoridades de Teherán.
En 1996 se unieron seis formaciones políticas de la región (entre ellos, el antiguo Frente para la Independencia Nacional del Azerbaiyán Meridional) para formar el Movimiento de Liberación Nacional de Azerbaiyán Meridional, dirigido por Piruz Dilanchi, quien fuera posteriormente acusado de servir como espía al servicio de Turquía.
Asimismo, el 11 de julio de 1999, en Tabriz se produjo una manifestación de estudiantes de teología en demanda de libertades y a favor del recientemente elegido diputado Mahmood-Ali Chehregani, defensor de los derechos de los azeríes residentes en Irán, y contrario a la persianización, quien fuera posteriormente objeto de controversia entre las autoridades iraníes y fuera incluso acusado de torturador, además de organizar una protesta por la violencia en Teherán, en la que hubo un muerto.[cita requerida]